# Olle Edström
Karl Olof "Olle" Edström, född 31 juli 1945 i Helsingborg, är en svensk musikvetare verksam vid Göteborgs universitet. 
Edström har i sin forskning huvudsakligen behandlat svensk musik, i synnerhet populärmusik betraktat från musiksociologiska perspektiv. Edström var värd för radioprogrammet Sommar i Sveriges Radio P1 den 26 juni 1990. Han är ledamot av Kungliga Gustav Adolfs Akademien för svensk folkkultur och, sedan 1998, av Kungliga Vetenskaps- och Vitterhetssamhället i Göteborg. Innan Edström blev forskare och sedermera professor 1992 har han bland annat arbetat som violinist i Göteborgs Symfoniker 1967–1972, musiklärare i högstadiet 1969–1971, musiklärare i gymnasiet 1971–1977 samt musiklärare på Göteborgs universitet 1974–1976. Han är ledamot av Kungl. Gustaf Adolfs Akademien.